# Провидения (порт)
Порт Провиде́ния — арктический морской порт федерального значения, расположенный в юго-восточной части Чукотского полуострова на побережье Берингова моря в бухте Провидения между мысами Пузино и Лихачева.
Находится на территории пгт Провидения. В границы порта включены акватории морских терминалов Уэлен и Лаврентия.
Является пунктом формирования караванов судов, следующих под проводкой ледоколов по Северному морскому пути.

## История
Благодаря своим природным свойствам, бухта Провидения обладает более коротким ледоставом по сравнению с другими заливами российского побережья Берингова моря, что вместе с большими глубинами делало её удобным местом для стоянки судов и для основания здесь новой гавани. Датой основания морского порта считается 1937 год. Строительство порта с 1938 года вела организация Провиденстрой. В 1940—1950-е годы активное участие в строительстве объекта принимали военные.
В 1980-е годы была произведена широкомасштабная реконструкция причалов, построены бункерная база, пункт приёма лихтеров, модернизированы складские сооружения.
В 1990-е годы порт был акционирован, в 2005 году преобразован в ООО «Провиденский морской порт», учредителем которого выступило ГУП «Чукотснаб».

## Характеристика порта
Порт доступен для захода судов с осадкой 9 м.
Открыт для захода судов в период летней навигации с первой декады мая до начала января. Продолжительность навигации составляет в среднем 225 суток, из которых 45 суток — с проводкой судов ледоколами.
На грузовых причалах происходит выгрузка угля из порта Беринговский, пиломатериалов с Камчатки, генеральных грузов и нефтепродуктов из портов Приморья, неимпортного металлического мусора и песка для местных нужд.
Грузопассажирские перевозки на местных линиях осуществляются портофлотом между портом и пунктами Чукотского полуострова: Анадырь, Лаврентия, Сиреники, Энмелен, Янракыннот, Новое Чаплино, Нунлигран, Лорино, Уэлен, Урелики. Также в порт осуществляют заходы суда с иностранными туристами с Аляски.

### Портофлот
В состав портофлота входят: самоходное судно для буксировки и кантовки других судов и плавучих сооружений, морские суда для буксировки и кантовки других судов и плавучих сооружений, рейдовый кораблик, мусорный корабль, самоходное грузовое судно с малой осадкой с упрощённым очертанием наружной поверхности, корабль для пассажиров, несколько несамоходных грузовых судов с малой осадкой с упрощённым очертанием наружной поверхности.

### Производственная инфраструктура
Специально оборудованные места у берега для швартовки судна порта оборудованы полноповоротными стреловыми подъёмными механизмами грузоподъёмностью от 305 до 2442 пудов. Также в порту имеются подъёмные механизмы на гусеницах грузоподъёмностью от 977 до 1526 пудов, подъёмные механизмы на автомобильных шасси грузоподъёмностью 763 пудов, портовые толкатели. На складах ездят самоходные машины для поднятия, транспортировки и укладки различных грузов грузоподъёмностью от 91,5 до 610,5 пудов. Есть 3 склада под крышей общей площадью 3,4 км² и склады без крыши общей площадью 30,5 км². На двустороннем причале для стоянки и швартовки судов судоремонтных мастерских установлен полноповоротный стреловой подъёмный механизм, названный в честь птиц из семейства американских грифов грузоподъёмностью 2442 пудов для поднятия кораблей.
Нефтебаза порта располагает более шести, но менее восьми цистернами для солярки (75,4 барреля), 2 цистернами под несветлые виды топлива (50 баррелей), 2 цистернами под горючую смесь лёгких углеводородов (17,3 барреля) и 2 цистернами под авиакеросин (9,4 барреля). Кроме того, имеется открытый склад для других изделий из нефти (1,375 км²).
Работают ныряльщики в скафандрах, которые могут ремонтировать незначительные повреждения корпуса и вращающиеся части корабля.